# Hidroxikarbamid
A hidroxikarbamid (más néven  hydroxyurea) csontvelőrák és retrovírusok elleni szer. A sarlósejtes szindróma okozta érelzáródások fájdalmas rohamait csökkenti.
A szer működésmódja még nem teljesen tisztázott. Lassítja a dezoxiribonukleidek előállítását a ribonukleotid reduktáz enzim gátlásával, ezzel a DNS, végső soron pedig a sejt osztódását.

## Mellékhatások, ellenjavallatok
A leggyakoribb mellékhatás a betegek több mint 10%-ában jelentkező csontvelőszupresszió, mely neutropéniát, retikulocitopéniát vagy makrocitózist okoz.
Emiatt a kezelés megkezdése előtt és annak során kéthetente vér-, vese- és májfunkció-ellenőrzést kell végezni. Csontvelőszupresszió esetén a kezelést abba kell hagyni: ilyenkor az rendszerint gyorsan megszűnik. Ezután kisebb dózissal folytatni lehet a kezelést.
A makrocitózis elfedheti az esetleges folsav- vagy B12-vitaminhiányt. A kezelés során célszerű folsavat is alkalmazni.
Lábszárfekélyes betegeknél a kezelést óvatosan kell végezni, mert a fekély rosszabbodhatik. A lábszárfekély a sarlósejtes szindróma gyakori szövődménye.
Hosszú távú kezelés során másodlagos leukémia kialakulásáról számoltak be, de nem világos, hogy ez a hidroxikarbamid vagy az alapbetegség következménye-e.
Élő vírus tartalmazó vakcinák esetén a szer – az immunrendszert gyengítő hatása miatt – felerősítheti a mellékhatásokat.
Állatkísérletek során a szer a magzatra nézve károsnak bizonyult, ezért terhes nők nem szedhetik. A szer átjut az anyatejbe, és a csecsemőt súlyosan károsítja.
2 évnél fiatalabb gyermekek esetén nincs a szerrel kapcsolatos tapasztalat, ezért a szer ellenjavallt.

## Előállítás
1869-ben Dresler és Stein állította elő hidroxil-aminból és hidrogén-cianátból, és ez lényegében a mai napig így történik:
Előállítható etil-karbamátból hidroxil-aminnal:

## Készítmények
Magyarországon:
- LITALIR 500 mg kemény kapszula

Nemzetközi forgalomban:
- Biosupressin
- Cytodrox
- Dacrodil
- Droxia
- Droxiurea
- Gen-Hydroxyurea
- Gidroxyurea
- Hidrix
- Hidroxicarbamida
- Hydab
- Hydrea
- Hydreia
- Hydrine
- Hydroxycarbamide
- Hydroxyurea
- Hydura
- Hydurea
- Idrocet
- Litaler
- Litalir
- Medroxyurea
- Mylan-Hydroxyurea
- Mylocel
- Neodrea
- Onco-Carbide
- Oxeron
- Oxyrea
- Sterile Urea
- Syrea
- Ureax

## Fordítás
- Ez a szócikk részben vagy egészben  a   Hydroxycarbamide című angol Wikipédia-szócikk fordításán alapul.  Az eredeti cikk szerkesztőit annak laptörténete sorolja fel. Ez a jelzés csupán a megfogalmazás eredetét és a szerzői jogokat jelzi, nem szolgál a cikkben szereplő információk forrásmegjelöléseként.